# Sawpit
Sawpit est une ville américaine située dans le comté de San Miguel dans le Colorado.

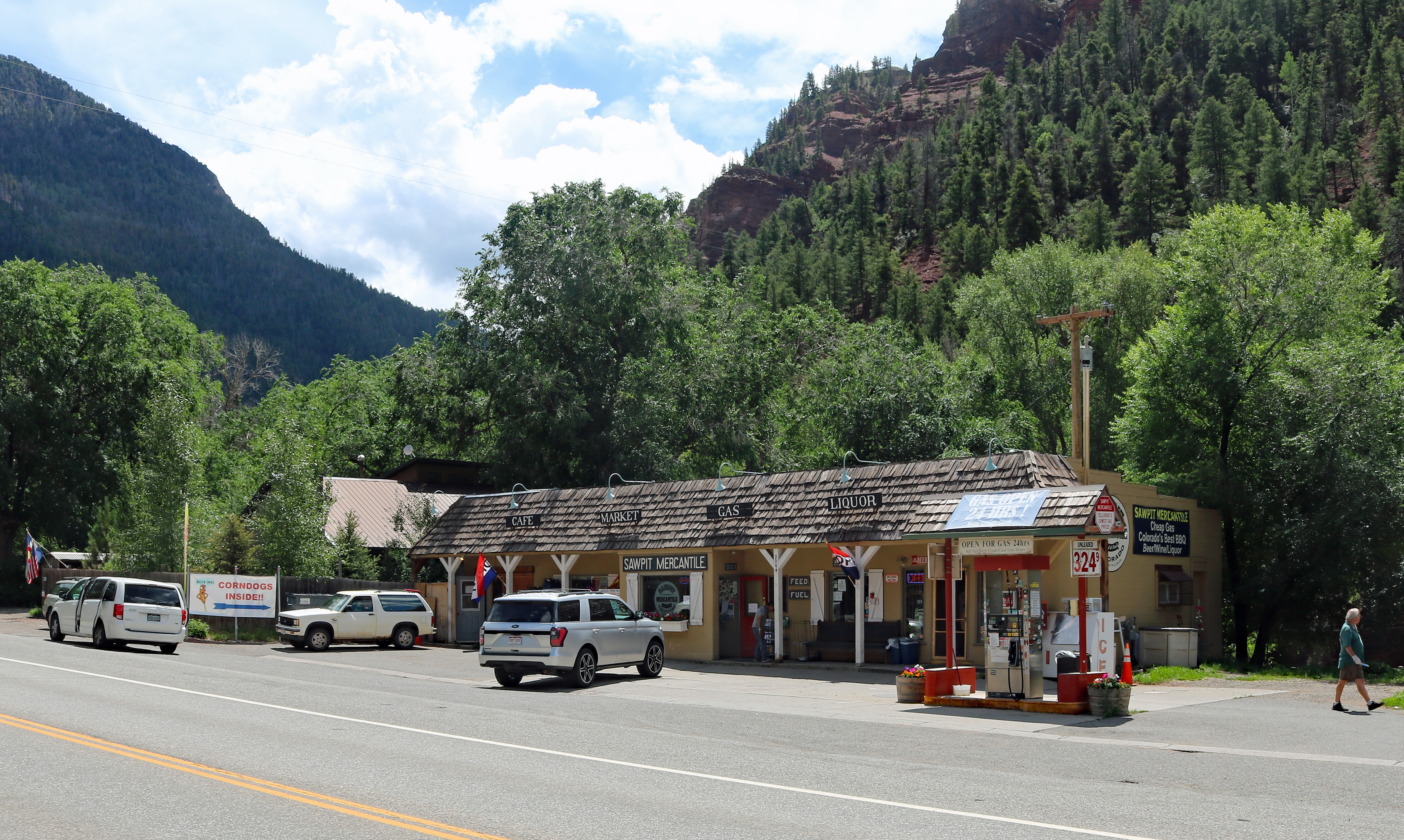
Sawpit Mercantile à Sawpit

## Démographie
Selon le recensement de 2010, Sawpit compte 40 habitants. La municipalité s'étend sur 0,03 milles carrés (0,08 km2).
| 1960 | 1970 | 1980 | 1990 | 2000 | 2010 |
| ---- | ---- | ---- | ---- | ---- | ---- |
| 30   | 26   | 41   | 36   | 25   | 40   |